# Амогаварша II
Амогаварша II — імператор Раштракутів, убитий своїм братом Говіндою IV.